# José Santa Coloma
José Santa Coloma (1823-1886) fue un escritor, militar y crítico taurino español.

## Biografía
Oficial del Ejército, fue colaborador de numerosos periódicos de Madrid, en los que cultivó los temas taurinos usando los seudónimos «El Tío Cándido» y «Pilatos», entre otros. Fundó y dirigió El Tío Lesnas, semanario burlesco, satírico y literarios de pretensiones (1861) y El Tábano, revista de tauromaquia (1870). Falleció el 13 de febrero de 1886.